# John King (autor)
John King (* 1960) je anglický spisovatel, známý především svojí novelou Fotbalová fabrika (The Football Factory, 1997), pojednávající o fenoménu násilí a hnutí hooligans. Jeho díla pojednávají o životě a názorech britské dělnické třídy a s ní spojených subkultur. Dále je znám svým euroskeptickým postojem, jeho jméno figuruje mezi registrovanými příznivci hnutí Ne EU - Ano demokracii.
Charles Shaar pro The Independent napsal, že King svými romány „vytváří moderní anglickou proletářskou literaturu".